# Painel DS413 da Organização Mundial do Comércio
O caso DS413 trata de uma disputa entre China e Estados Unidos no Sistema de Resolução de Controvérsias da Organização Mundial do Comércio, o qual analisou as alegações de monopólio no território chinês quanto a serviços de pagamento eletrônico pela empresa China UnionPay.

## Contexto do caso
A “China UnionPay” é uma empresa chinesa existente desde 2002 que fornece serviços de pagamento eletrônico de cartões de crédito/débito. Hoje em dia uma das maiores empresas de cartões de crédito do mundo e em plena extensão pelo globo, com mais de 400 membros associados na China e ao redor do mundo.
Entretanto, no território chinês, o governo central determinava que todas as transações em moeda local (Remnibi) fossem feitas em parceria com a “China UnionPay”. Isto é, cartões de outras empresas que não a “China UnionPay” deveriam operar aceitando como intermediador a supracitada companhia chinesa. Ademais, a China exigia que todos os dispositivos de pagamento de cartão de crédito fossem compatíveis com cartões da “China UnionPay”. Também, todos os cartões de débito ou crédito e terminais de cartões de crédito/débito deveriam possuir o logotipo “China UnionPay” .
Por isso, os Estados Unidos descontentes com a situação de alegado monopólio da “China UnionPay”, ativaram o Sistema de Resolução de Controvérsias da Organização Mundial do Comércio.

## Cronologia do caso
Em 15 de setembro de 2010 os Estados Unidos ativam o Sistema de Resolução de Controvérsias. Posteriormente, requerem consultas – quer dizer, um procedimento de negociações formais - com a China em 14 de fevereiro de 2011. Após  negociações frustradas,  os Estados Unidos pedem para o Órgão de Resolução de Controvérsias instalar um painel – órgão colegiado que decide as demandas dos países - o que foi deferido 24 de fevereiro. 
O Órgão de Resolução de Controvérsias iniciou a composição do painel em 25 de Março de 2011 que  foi devidamente composto em 04 de Julho de 2011. Em  31 de agosto de 2012 o painel dá causa parcial aos EUA. Finalmente em 28 de setembro de 2012 a China declarou que pretendente implementar em prazo razoável as determinações do painel. 

## Principais elementos da controvérsia na OMC
A controvérsia entre Estados Unidos e China se resvala principalmente no fato das medidas da China quanto ao pagamento eletrônico potencialmente violarem dispositivos específicos do Acordo Geral sobre Comércio de Serviços - AGCS (do inglês General Agreement on Trade in Services- GATS), mais especificamente quanto aos artigos XVI, que trata do princípio de Acesso ao Mercado, e artigo XVII, que estabelece o princípio do Tratamento Nacional quanto aos serviços prestados entre as Nações-Membros.
De fato, o painel considerou que os serviços de pagamento eletrônico por cartões de crédito e débito era um serviço que se enquadrava na descrição da subseção 7(b) do Cronograma da China quanto ao GATS, e portanto estaria sujeito às estipulações da Organização Mundial do Comércio quanto a serviços.
Em seguida, o painel analisou se houve violação às disposições do GATS pelos Estados Unidos. A princípio, por falta de evidências por parte dos Estados Unidos, os membros do painel não consideraram haveria monopólio indistinto por todo o território chinês por parte da “China UnionPay” quanto a todo e qualquer serviço de pagamento eletrônico com cartões feito em Remnibi. 
Contudo, o painel decidiu que em determinados transações específicas no território chinês, a China utilizava o “China UnionPay” de modo que ocorria um monopólio, e deste modo, estas medidas estariam inconsistentes com os Cronograma da China perante a Organização Mundial do Comércio e haveria violação ao artigo XVI do GATS quanto ao Acesso ao Mercado . 
O painel também analisou a questão de violação ao princípio de Tratamento Nacional em três principais vertentes, decidindo que tal princípio fora violado. Foi decidido que o governo Chinês garantia vantagens às operações envolvendo a “China UnionPay” que não eram asseguradas a operadoras estrangeiras. Por exemplo, a exigência do logotipo “China UnionPay” em todos os cartões que atuam em território chinês e o fato de que todos os aparelhos e terminais que operassem com cartões de crédito e débito deveriam aceitar cartões “China UnionPay” . Tais medidas também foram consideradas inconsistentes com os princípios da Organização Mundial do Comércio.
Assim, diante do relatório emitido pelo painel, o Órgão de Resolução de Controvérsias da Organização Mundial do Comércio acolheu a decisão do painel, e exigiu que a China adotasse medidas para reverter a situação quanto aos pagamentos eletrônicos com cartão de crédito em seu território. A China não apelou da decisão, e pretende tomar as medidas devidas dado um tempo razoável para sua implementação.